# La Course by Le Tour de France
La Course by Le Tour de France (comúnmente nombrada simplemente como: La Course) fue una carrera ciclista femenina profesional de un día francesa que se disputó en el marco del Tour de Francia. 
La carrera comenzó a realizarse tras una petición popular liderada por las corredoras Marianne Vos y Emma Pooley finalmente logrando el objetivo en 2014 con su primera edición, como carrera de categoría 1.1 y tras la creación del UCI WorldTour Femenino en 2016 ascendió a esa máxima categoría mundial.
Sus primeras 3 ediciones se realizaron preámbulo a la última etapa Tour de Francia siguiendo el mismo recorrido que unas horas después realizarían los hombres del Tour de Francia sobre el circuito de la etapa final del Tour de Francia en los Campos Elíseos de París en un circuito de 13 vueltas con un total de 89 km. A partir del año 2017 y con su ingreso al circuito UCI WorldTour Femenino se desplazó el recorrido siguiendo el de otras etapas diferentes a la etapa final.
Al igual que el Tour de Francia está la carrera fue organizada por Amaury Sport Organisation, naturalmente por formar parte de los eventos relacionados con la disputa del Tour. En 2015 se creó otra carrera de similares características para la Vuelta a España, la Madrid Challenge by La Vuelta.
La última edición de la prueba se realizó en 2021, para dar paso al retorno del Tour de Francia Femenino en 2022.

## Palmarés
| Año  | Ganador              | Segundo               | Tercero                |
| ---- | -------------------- | --------------------- | ---------------------- |
| 2014 | Marianne Vos         | Kirsten Wild          | Leah Kirchmann         |
| 2015 | Anna van der Breggen | Jolien D'Hoore        | Amy Pieters            |
| 2016 | Chloe Hosking        | Lotta Lepistö         | Marianne Vos           |
| 2017 | Annemiek van Vleuten | Lizzie Deignan        | Elisa Longo Borghini   |
| 2018 | Annemiek van Vleuten | Anna van der Breggen  | Ashleigh Moolman-Pasio |
| 2019 | Marianne Vos         | Leah Kirchmann        | Cecilie Uttrup Ludwig  |
| 2020 | Lizzie Deignan       | Marianne Vos          | Demi Vollering         |
| 2021 | Demi Vollering       | Cecilie Uttrup Ludwig | Marianne Vos           |

## Palmarés por países
| País         | Victorias |
| ------------ | --------- |
| Países Bajos | 6         |
| Australia    | 1         |
| Reino Unido  | 1         |